# Cueva de los Murciélagos
La cueva de los Murciélagos es una cueva prehistórica de Andalucía (España), ubicada en plenas sierras Subbéticas, concretamente a 4 km de Zuheros, en el sur de la provincia de Córdoba y es la cueva más grande de esta provincia. El nombre lo toma de los murciélagos, de distintas especies, que la habitan (murciélago grande de herradura, murciélago pequeño de herradura, murciélago de oreja partida y murciélago ratonero grande).
La cueva fue declarada bien de interés cultural en 1985 y el 23 de noviembre de 2001 la Junta de Andalucía declaró sus 32 hectáreas como monumento natural.

## Historia

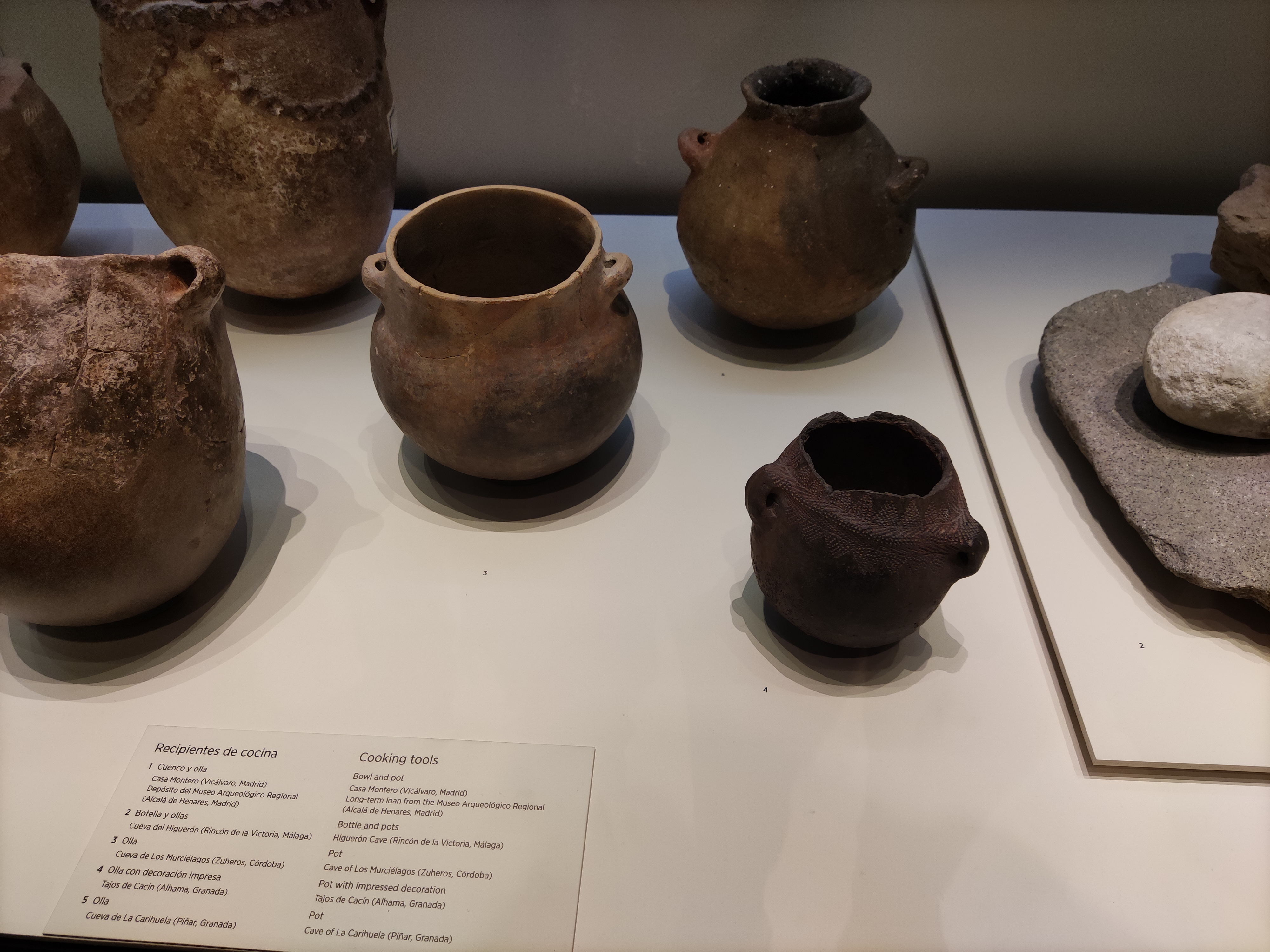
Neolítico. Olla de la cueva de los murciélagos. Museo Arqueológico Nacional.

La cueva fue explorada por primera vez el 30 de abril de 1938, durante la guerra civil española, por parte de oficiales del ejército, entre los que hay que reseñar a Francisco Segovia García, Rafael Naranjo Morales, Ricardo Bárcena Nalda y el entonces párroco de Zuheros don Pedro Vallejo, a los que se les atribuye el descubrimiento del cadáver humano que se encuentra depositado en el fondo. Sin embargo la primera referencia escrita de ella aparece en el libro Antigüedades Prehistóricas de Andalucía del arqueólogo Manuel de Góngora y Martínez, en el año 1868. Posteriormente la cueva ha sido objeto de varias excavaciones arqueológicas de las que se ha obtenido información valiosa acerca del Paleolítico Medio y del Neolítico. En 1962 y 1969 se realizaron los primeros trabajos arqueológicos, dando como resultado más notorio el descubrimiento de que el neolítico andaluz se iniciaba un milenio antes de lo que se creía. De 1990 a 1993 y en el 2002 se realizan las últimas excavaciones con el objetivo de crear un pequeño recorrido más accesible que el itinerario corriente. Gracias a las últimas excavaciones se conocen los hábitos de vida de sus habitantes, los artilugios que utilizaban e incluso qué comían, por los restos de animales y de cereales carbonizados. 
De este momento prehistórico, Paleolítico Medio, se encontraron en su interior restos de caza y de industria lítica, del tipo musteriense, desarrollada por el hombre de Neandertal que la habitó unos 35 000 años. atrás, a finales de dicho periodo.
De épocas posteriores se han encontrado hojas de sílex, colgantes, brazaletes, vasijas de barro, etc.). También se conserva el cadáver de una mujer en una posición que indica un enterramiento.
Existe, por otro lado, documentación de que fue ocupada por el Homo sapiens, tal y como lo conocemos hoy día, durante el Paleolítico Superior, lo cual es clave para la historia de Andalucía en este periodo, ya que existía un vacío de información referente a esta zona geográfica. El Homo sapiens dejó en su legado, además de útiles de piedra, grabados en las paredes con pinturas de diferentes animales (caballos, ciervos, etc.) y otra figuras que datan de hace unos 18 000 años. La cueva se dividía en tres zonas: el vestíbulo, donde se habitaba al llegar a él la luz solar y ser de fácil acceso desde el exterior, una zona religiosa o de santuario, en la que se encuentran pinturas rupestres neolíticas y calcolíticas, y una zona de enterramientos al fondo, con la presencia de un esqueleto que no es el único encontrado en esa parte pero sí el que perdura en la actualidad.
La cueva volvió a ser ocupada durante el Imperio romano, a mediados del siglo III y todo el siglo IV, periodo del que también se conservan restos de recipientes y se especula que algunos habitantes del pueblo se refugiasen en medio de una época de conflictos.
Algunas de sus salas han desarrollado espeleotemas secundarios (estalactitas, estalagmitas y gours) debido a la erosión de las aguas subterráneas. Destacan salas como la de las formaciones, la del fémur, sala de la celosía, sala de los estratos, del órgano, etc. Cabe destacar sobre todas las formaciones geológicas una estalagmita de 4 metros de longitud que depende para su crecimiento sin embargo de una estalactita de apenas 10 cm.
Desde el año 2014 la cueva de los Murciélagos forma parte de las grandes cavidades de la península ibérica, ya que se han topografiado más de 3300 metros, y con la previsión de seguir explorándose más en profundidad.